# Teodor Obremba
Teodor Obremba, ps. „Witek” (ur. 24 lipca 1890 w Pogórzu, zm. 9 maja 1951 w Katowicach) – polski lekarz, działacz narodowy i samorządowy, komisarz plebiscytowy powiatu prudnickiego, powstaniec śląski, poseł do Sejmu Śląskiego (1930), współpracownik Wojciecha Korfantego, działacz polskiego podziemia, filister honorowy Silesii.

## Życiorys

### Rodzina i wykształcenie
Urodził się 24 lipca 1890 w Pogórzu koło Prudnika na Opolszczyźnie jako syn małorolnego chłopa Teodora i jego żony Franciszki z domu Lubczyk. Matka była pochodzenia chorwackiego i nie znała języka niemieckiego, ojciec był represjonowany za polską postawę przez pruskie władze. Teodor uczęszczał do szkoły elementarnej w Pogórzu, a następnie kontynuował naukę w gimnazjum w Gliwicach. W 1908 zaczął udzielać się w Towarzystwie Tomasza Zana. Został zdekonspirowany przez pruską policję za udział w polskich organizacjach, a na dwa miesiące przed maturą 11 listopada 1911 relegowano go z gimnazjum w Gliwicach. Dzięki interwencji Wojciecha Korfantego, Obrembie zezwolono ukończyć szkołę poza Śląskiem. Przydzielono go do gimnazjum w Wittstocku w Brandenburgii, gdzie uzyskał maturę w 1912.
Rozpoczął studia teologii i filozofii na Uniwersytecie Wrocławskim, jednak z powodu szykan ze strony niemieckich władz kościelnych za jego działalność propolską, przeniósł się na studia medyczne na Wydziale Lekarskim, które ukończył 25 kwietnia 1920. Podczas studiów pracował w polskich organizacjach konspiracyjnych. Był prezesem Związku Akademickiego Górnoślązaków i ostatnim prezesem Grupy Narodowej „Zet” we Wrocławiu. Podczas I wojny światowej walczył w Armii Cesarstwa Niemieckiego na froncie francuskim.

### Komisarz plebiscytowy powiatu prudnickiego

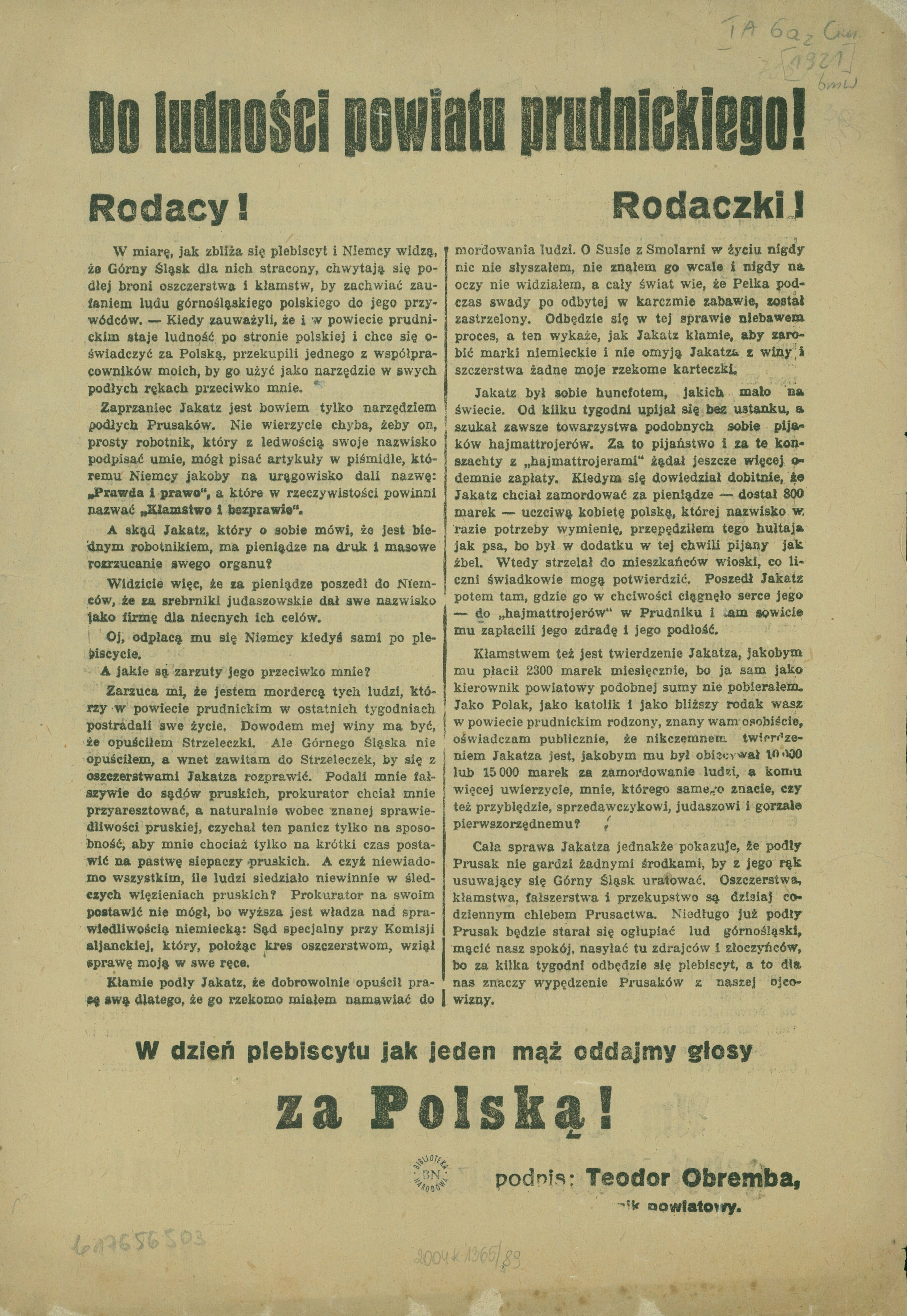
Druk ulotny kierowany do mieszkańców powiatu prudnickiego, w którym Obremba odrzuca niemieckie oskarżenia

Po tym, jak Obremba uzyskał dyplom lekarski, w okresie plebiscytu na Górnym Śląsku, Wojciech Korfanty mianował go w 1920 komisarzem plebiscytowym na powiat prudnicki. Zastąpił na tym stanowisku Emanuela Krzoskę. Okręg prudnicki uznawany był w kwestii plebiscytu za jeden z najtrudniejszych terenów. Polski Komitet Plebiscytowy na powiat prudnicki został przeniesiony z Prudnika do Głogówka, a następnie do Strzeleczek, ponieważ jego lokal w Prudniku został zdemolowany. Obremba był ofiarą ataków niemieckiej propagandy. W wydanej 4 lutego 1921 dwujęzycznej ulotce Prawda i Prawo! dawny współpracownik Obremby o nazwisku Jakatz oskarżył go o zlecenie morderstw dwóch przeciwników politycznych – Pelki z Kórnicy i Gajdy z Kromołowa, za które miał proponować Jakatzowi po 10 tysięcy marek, a także o udział w zabójstwie Susa ze Smolarni. Oskarżenia te miały charakter pomówienia. Sprawą zajął się neutralny sąd specjalny przy komisji alianckiej, natomiast Obremba wydał druk Do ludności powiatu prudnickiego!, w którym stwierdził: „O Susie z Smolarni w życiu nigdy nic nie słyszałem, nie znałem go wcale i nigdy na oczy nie widziałem, a cały świat wie, że Pelka podczas swady po odbytej w karczmie zabawie, został zastrzelony”. Samego Jakatza nazwał „narzędziem podłych Prusaków”, zarzucając mu sprzedajność i alkoholizm. Ze względu na częste szykany wobec jego osoby, zagrożenie ze strony niemieckich bojówkarzy, którzy przenikali na obszar plebiscytowy z Prudnika, grożące mu aresztowanie oraz próby zamachów na jego życie, 10 lutego 1921 zrezygnował z funkcji komisarza plebiscytowego i opuścił powiat prudnicki. Jego stanowisko zajął Edward Hanke.

### Powstania śląskie
W lutym 1921 przeszedł do dyspozycji szefa sanitarnego Dowództwa Obrony Plebiscytu dra Alfreda Kolszewskiego, gdzie działał pod pseudonimem Witek. Przygotował zabezpieczenia sanitarne na dzień głosowania plebiscytowego 20 marca 1921. Brał udział w trzech powstaniach śląskich (1919, 1920, 1921). W kwietniu 1921 ukończył kurs w Poznaniu dla lekarzy powiatowych. W III powstaniu śląskim był lekarzem batalionowym w podgrupie „Bogdan” grupy „Północ”.

### Kariera lekarska

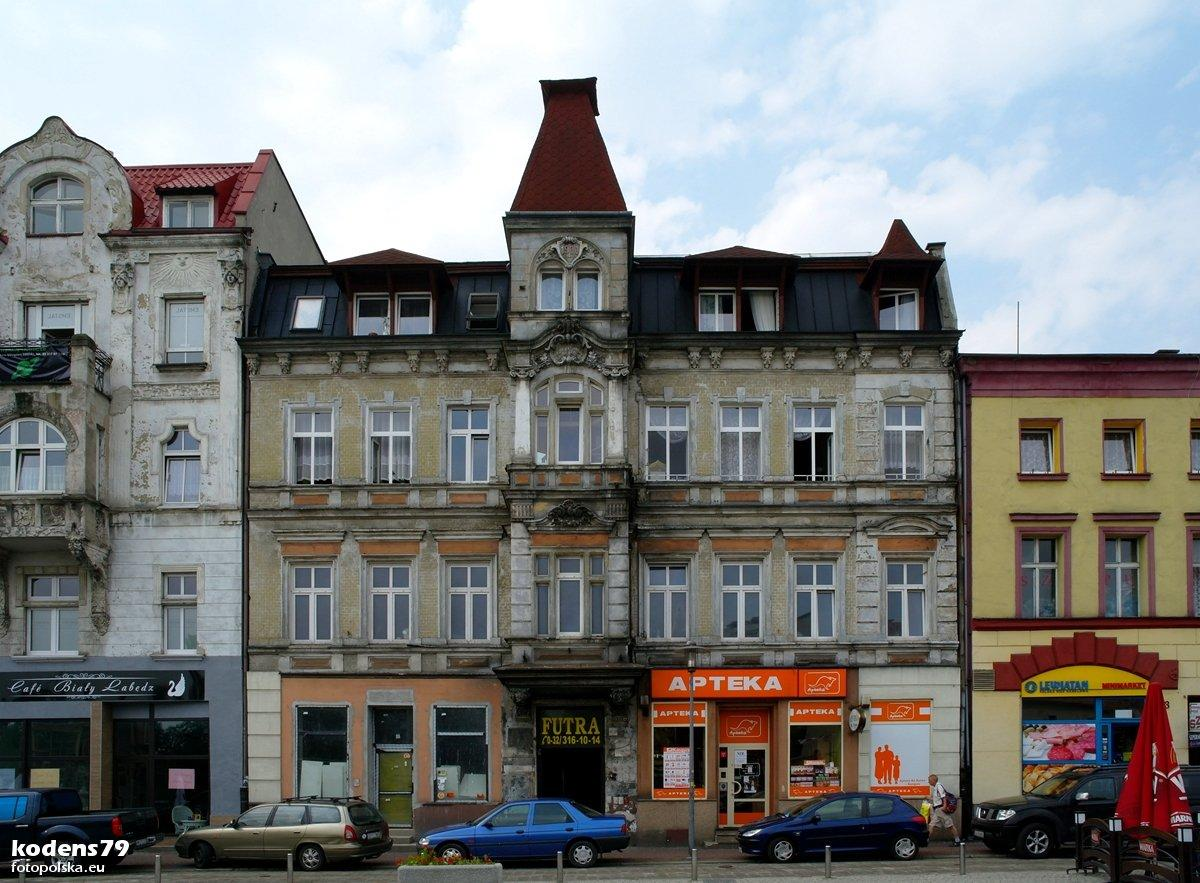
Kamienica w Mysłowicach, w której zamieszkał Obremba

Po zakończeniu III powstania śląskiego Obremba został naczelnym lekarzem w Górnośląskim Szpitalu Czerwonego Krzyża w Mysłowicach (Główny Szpital Wojsk Powstańczych), w którym przebywali powstańcy śląscy. Jako że w wyniku plebiscytu na Górnym Śląsku ziemia prudnicka pozostała w Republice Weimarskiej, w 1922 przeprowadził się do Mysłowic, które znalazły się w Polsce. Zamieszkał w Rynku, w kamienicy pod numerem 21–22. Pracował jako lekarz kolejowy i Ogólno-Miejscowej Kasy Chorych. W latach 1926–1939 kierował Szpitalem Gminnym dla Chorych na Gruźlicę w Brzezince i Przychodnią Przeciwgruźliczą Ośrodka Zdrowia w Mysłowicach. Był lekarzem zaufania w Zakładzie Ubezpieczeń Społecznych. Okresowo pracował jako lekarz w Generalnym Towarzystwie Emigracyjnym w Mysłowicach, gdzie werbowano polskich robotników do Belgii i Francji. W 1928 został członkiem Koła Inteligencji Powiatu Prudnickiego.
W 1931 uczestniczył w Międzynarodowym Kongresie Medycyny Wypadkowej i Chorób Zawodowych w Genewie. Należał do Towarzystwa Lekarzy Polaków na Śląsku i Związku Gospodarczego Izby Lekarskiej. W latach 1925–1930 pełnił funkcję przewodniczącego Sekcji Lekarzy Kolejowych i Związku Gospodarczego Lekarzy Polaków na Śląsku, a także należał do Odwoławczego Sądu Koleżeńskiego tego związku. Był mężem zaufania na powiat katowicki w Śląskiej Izbie Lekarskiej i w Ogólno-Miejscowej Kasie Chorych w Mysłowicach.

### Kariera polityczna
Obremba związany był z chrześcijańską demokracją. Był członkiem Rady Wojewódzkiej chadecji w województwie śląskim, współpracował z Wojciechem Korfantym. Wchodził w skład Rady Naczelnej Narodowego Związku Powstańców i Byłych Żołnierzy. Był radnym miejskim Mysłowic, a od 1926 do wybuchu II wojny światowej był przewodniczącym mysłowickiej Rady Miejskiej. 11 maja 1930 został wybrany na posła do Sejmu Śląskiego z okręgu wyborczego nr 2 z siedzibą w Katowicach.
Obremba uważał, że najważniejszą sprawą Sejmu Śląskiego powinno być uchylenie ustawy o ustroju wewnętrznym województwa śląskiego (konstytucja śląska) jako uzupełnienie statutu organicznego. Uznawał polityczną stronę autonomii za dobrą lekcję demokracji lokalnej oraz modelową propozycję rozwiązań ustrojowych. Jego zdaniem, dzięki funkcjonowaniu autonomii starczało na rozwój kultury, nauki i oświaty, budownictwa i gospodarki. Uznawał socjologiczne podstawy autonomii śląskiej za niezbędne ze względu na gospodarcze znaczenie regionu, jego swoistą strukturę społeczną i odrębność rozwiązań prawnych.
Uczestniczył w 9 posiedzeniach plenarnych Sejmu Śląskiego II kadencji, nieobecny był na 3. posiedzeniu. Wchodził w skład komisji pracy i opieki społecznej. Na 5. posiedzeniu poruszał sprawę reorganizacji urzędów skarbowych w Bielsku, Katowicach, Królewskiej Hucie i Rybniku. Na 8. posiedzeniu złożył oświadczenie w imieniu klubów opozycyjnych: chadecji, Narodowej Partii Robotniczej i Polskiej Partii Socjalistycznej w kwestii odezwy posłów śląskiej sanacji, która ukazała się na łamach „Polski Zachodniej” i którą uznał za „oszczerstwo względem opozycji”.

### II wojna światowa
W wyniku ataku Niemiec na Polskę 1 września 1939 Obremba został aresztowany i przewieziony do podobozu KL Auschwitz w Sośnicy. Po dwóch tygodniach został uwolniony na skutek interwencji niemieckiej izby lekarskiej. W trakcie aresztowań inteligencji w kwietniu 1940 uciekł przed Gestapo do Generalnego Gubernatorstwa – do Krakowa, a następnie do Warszawy. 15 stycznia 1941 został lekarzem kolejowym w Mińsku Mazowieckim. Jako lekarz współpracował z ruchem oporu, a w jego mieszkaniu prowadzono tajne nauczanie.

### Życie powojenne

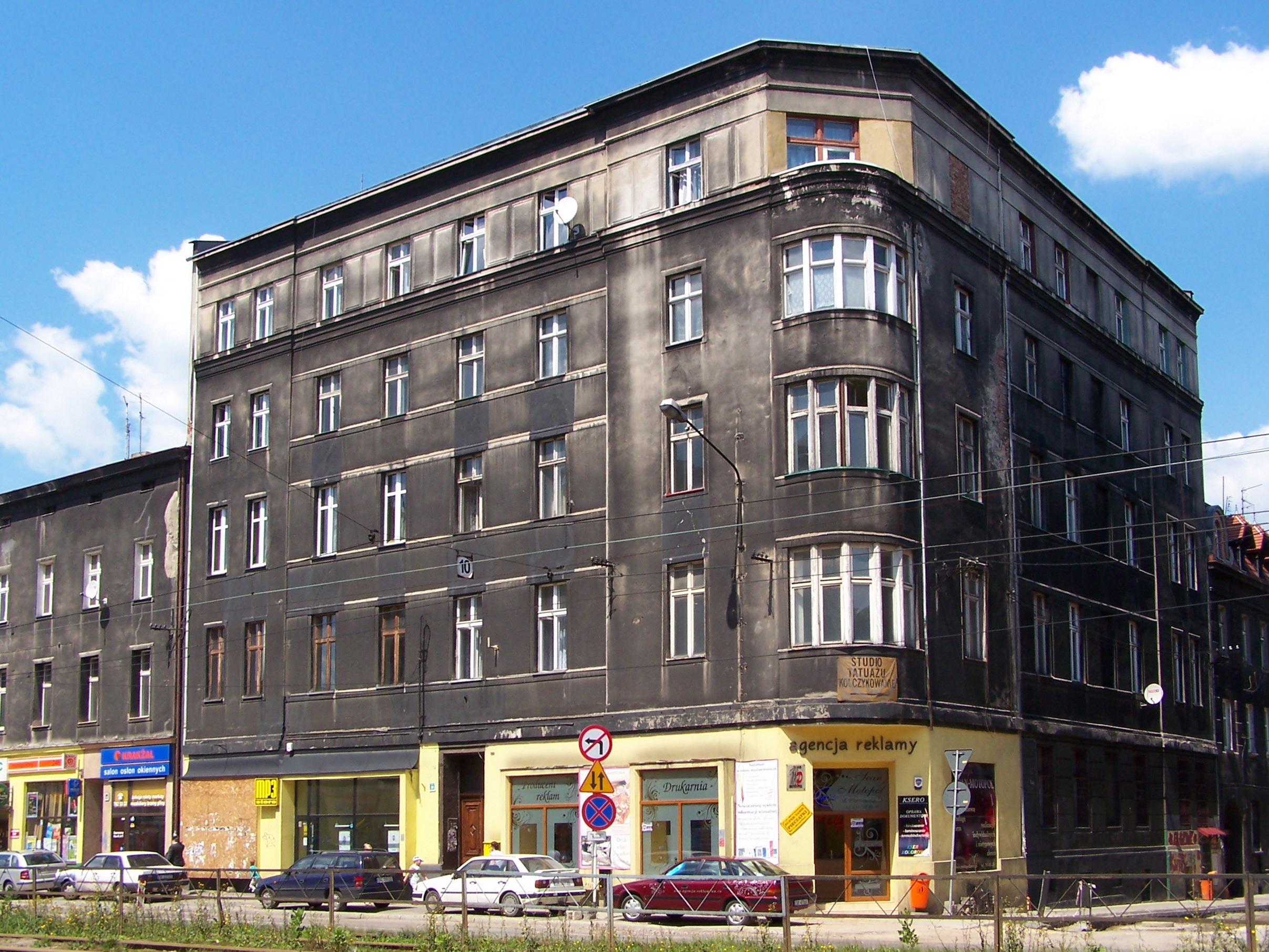
Kamienica w Katowicach, w której zamieszkał Obremba

W marcu 1945 powrócił na Górny Śląsk. Zamieszkał w Katowicach (ul. Warszawska 28), gdzie podjął pracę lekarza rejonowego w Dyrekcji Okręgowej Kolei Państwowych, a także lekarza domowego w Ubezpieczalni Społecznej. Angażował się społecznie w Sekcji Lekarzy Okręgu Śląskiego Związku Zawodowego Pracowników Służby Zdrowia, w której był członkiem komisji rewizyjnej. Należał do Izby Lekarskiej Śląsko-Dąbrowskiej i Związku Zawodowego Kolejarzy. Zmarł 9 maja 1951 w Katowicach w wieku 60 lat. Został pochowany na cmentarzu przy ul. Francuskiej w Katowicach.

## Życie prywatne
W 1923 ożenił się z malarką Ireną Rejewską pochodzącą z Raciborza. Mieli troje dzieci: syna Stefana i dwie córki, bliźniaczki Marię (żonę Sławomira Mrożka) i Gabrielę (żonę Andrzeja Wajdy).

## Ordery i odznaczenia
- Medal Niepodległości (1938)[15]